# Эмме, Иван Фёдорович
Иван Фёдорович Эмме (1763—1839) — генерал-лейтенант, герой войн против Наполеона, кавалер ордена св. Георгия III-й и IV-й степеней.

## Ранние годы
Происходил из дворян Лифляндской губернии, родился 25 июля 1763 года в семье Эмме Фёдора Ивановича.

## Военная служба
2 января 1776 года поступил в Сухопутный шляхетский кадетский корпус и, окончив его 14 марта 1782 года, определён поручиком в Тобольский пехотный полк.
В 1788—1790 годах Эмме принимал участие в русско-шведской войне. За отличие при отражении шведского десанта в устье реки Кюммень был пожалован орденом св. Владимира 4-й степени с бантом. В сражении у Керникоски получил пулевые раны в правый бок и правую руку и был произведён в подполковники.
10 января 1797 года произведён в полковники и назначен командиром Рязанского мушкетерского полка. 16 июля 1798 года Эмме был назначен командиром Софийского мушкетерского полка, но командовал им немногим более месяца, поскольку 26 августа 1798 года произведён в генерал-майоры и назначен шефом Павловского гренадерского полка, во главе которого в 1799 году находился в Голландии и принимал участие в десантных высадках. При атаке на неприятельские батареи у города Берген-оп-Зома был ранен в правую ногу пулей, но строя не оставил. В сражении под Алкмаром был вновь ранен — на этот раз пулей в левую руку.
Вернувшись в Россию, Эмме 8 апреля 1800 года вышел в отставку для излечения от ран. 14 ноября 1800 года он вернулся на службу и был зачислен в лейб-гвардии Преображенский полк.
4 марта 1801 года Эмме был назначен шефом Витебского мушкетерского полка, но уже на следующий день отправлен в отставку «…за подачу отчетов не по форме»; 14 марта 1801 года вернулся на службу.
9 января 1802 года назначен военным комендантом Риги и 28 сентября 1803 года получил должность шефа Рижского гарнизонного полка. 26 ноября 1809 года за беспорочную выслугу был награждён орденом св. Георгия IV-й степени.
В 1810 году был начальником 14-й пехотной дивизии, а затем назначен шефом Рижского гарнизонного полка.
В 1812 году во время блокады Риги прусскими и французскими войсками руководил строительством оборонительных сооружений и занимался формированием отрядов ополчения из жителей Риги и ближайших окрестностей, сам находился на боевых позициях и батареях. За отличие при обороне Риги награждён орденом св. Анны 2-й степени и 26 декабря произведён в генерал-лейтенанты. После отступления французов Эмме принимал участие в очищении Митавы от прусских войск и затем был при осаде Мемеля. В Заграничной кампании 1813 года он находился при осаде крепостей Эльбинга и Данцига. Затем он был назначен командиром 26-й пехотной дивизии, во главе которой совершил поход через всю Германдию до Гамбурга. 28 января 1814 года он был удостоен ордена Св. Георгия III-й степени.
В воздаяние отличных подвигов мужества, храбрости и распорядительности, оказанных при атаке Гамбурга 13 января.
По окончании военных действий Эмме продолжал командовать 26-й пехотной дивизией до 15 февраля 1820 года, когда был назначен начальником 17-й пехотной дивизии, затем командовал 5-й пехотной дивизии. 24 октября 1824 года он был определён состоять по армии без должности.

## Личная жизнь
Был женат на дворянке пинского уезда минской губернии Марии Квятковской (1774-1876).
20 декабря 1833 года Эмме вышел в отставку с мундиром и полной пенсией. Последние годы жил в Москве, где и скончался 12 сентября 1839 года, похоронен на Иноверческом кладбище на Введенских горах (могила утрачена).
Его брат Фёдор и сын Александр тоже были военными.

## Награды
- Орден Святого Владимира 4-й ст. (1790)
- Орден Святого Георгия 4-й ст. (1809)
- Орден Святой Анны 2-й ст. (1812)
- Орден Святого Георгия 3-й ст. (1814)
- Орден Святой Анны 1-й ст. (5 октября 1815)[6]